# Catalunya Freestyle
Catalunya Freestyle és la primera competició de Freestyle rap en llengua catalana. Durant la temporada els freestylers participen en diferents fases classificatòries per eliminatòries arreu del país, en les que els quatre primers rapers de cada fase es classifiquen per a la gran final nacional.

## Història
L'any 2021 l'associació cultural Llobregat Block Party, creadora de la competició internacional Gold Battle, va impulsar Raplegats, un col·lectiu dedicat a promoure el freestyle en català organitzant trobades d'aquesta disciplina hip-hop. Fruit d'aquest projecte, el mateix any va tenir lloc la primera batalla de freestyle damunt d'un escenari en forma d'exhibició a l'Espai Jove la Bàscula de la Zona Franca de Barcelona dins del projecte Perifèria Gold Battle.
Amb el suport de la Fundació Carulla, que va premiar el projecte Perifèria Gold Battle amb el Premi Lluís Carulla 2022, es va començar a gestar el que seria la primera competició de freestyle rap en català, Catalunya Freestyle, que va celebrar la primera fase classificatòria l'any 2024.

## Primera edició
El 17 de febrer de 2024 es va celebrar al recinte Fabra i Coats del barri de Sant Andreu del Palomar de Barcelona la primera de les competicions classificatòries de la primera edició de la Catalunya Freestyle. El raper i glosador menorquí, Vicenç Marí Catchot, conegut com Spica, en va resultar guanyador al vèncer a la final a l'activista i cantant de rap Daura Mangara. A més dels dos finalistes, els altres rapers classificats per a la final nacional van ser Dafer i Marina.
Les següents competicions classificatòries van ser a Plaça Catalunya en el marc de La Mercè, amb Geri com a guanyador i Endo, Majaraca i Yung Rovelló com a classificats; a Terrassa, amb Zoyert com a guanyador i Kosmo i Dani Entreliti classificats; i a Lliçà d'Amunt, amb Vanks com a guanyador i Joel, Garry i Ktano com a classificats. El setzè raper classificat per a la final nacional va sortir d’una última fase classificatòria celebrada al Parc de Can Buxeres de L'Hospitalet de Llobregat, que va guanyar Poveda.
A la final nacional, que es va celebrar el 9 de febrer de 2025 a la sala Razzmatazz de Barcelona, hi van participar els setze freestylers classificats a les fases anteriors. El raper banyolí Dani Entreliti en va resultar guanyador.
|  | Vuitens de final           | Vuitens de final |                |       | Quarts de final | Quarts de final |  |  | Semi-finals | Semi-finals |  |  | Final | Final |
|  |                            |                  |                |       |                 |                 |  |  |             |             |  |  |       |       |
|  |                            |                  |                |       |                 |                 |  |  |             |             |  |  |       |       |
|  |                            |                  |                |       |                 |                 |  |  |             |             |  |  |       |       |
|  | Vanks (Mataró)             | 5                |                |       |                 |                 |  |  |             |             |  |  |       |       |
|  | Vanks (Mataró)             | 5                |                |       |                 |                 |  |  |             |             |  |  |       |       |
|  | Zoyert (Barcelona)         | 0                |                |       |                 |                 |  |  |             |             |  |  |       |       |
|  | Zoyert (Barcelona)         | 0                | Vanks          | 4     |                 |                 |  |  |             |             |  |  |       |       |
|  |                            |                  | Vanks          | 4     |                 |                 |  |  |             |             |  |  |       |       |
|  |                            | Marina           | 1              |       |                 |                 |  |  |             |             |  |  |       |       |
|  | Geri (Girona)              | Marina           | 1              | 0     |                 |                 |  |  |             |             |  |  |       |       |
|  | Geri (Girona)              |                  |                | 0     |                 |                 |  |  |             |             |  |  |       |       |
|  | Marina (Barcelona)         | 5                |                |       |                 |                 |  |  |             |             |  |  |       |       |
|  | Marina (Barcelona)         | 5                | Vanks          | R + 4 |                 |                 |  |  |             |             |  |  |       |       |
|  |                            |                  | Vanks          | R + 4 |                 |                 |  |  |             |             |  |  |       |       |
|  |                            | Yung Rovelló     | R + 1          |       |                 |                 |  |  |             |             |  |  |       |       |
|  | Yung Rovelló (Calella)     | Yung Rovelló     | R + 1          | 4     |                 |                 |  |  |             |             |  |  |       |       |
|  | Yung Rovelló (Calella)     |                  |                | 4     |                 |                 |  |  |             |             |  |  |       |       |
|  | Endo (Sabadell)            | 1                |                |       |                 |                 |  |  |             |             |  |  |       |       |
|  | Endo (Sabadell)            | 1                | Yung Rovelló   | R + 3 |                 |                 |  |  |             |             |  |  |       |       |
|  |                            |                  | Yung Rovelló   | R + 3 |                 |                 |  |  |             |             |  |  |       |       |
|  |                            | Kosmo            | R + 2          |       |                 |                 |  |  |             |             |  |  |       |       |
|  | Kosmo (Badalona)           | Kosmo            | R + 2          | R + 3 |                 |                 |  |  |             |             |  |  |       |       |
|  | Kosmo (Badalona)           |                  |                | R + 3 |                 |                 |  |  |             |             |  |  |       |       |
|  | Majaraca (Sabadell)        | R + 2            |                |       |                 |                 |  |  |             |             |  |  |       |       |
|  | Majaraca (Sabadell)        | R + 2            | Vanks          |       |                 |                 |  |  |             |             |  |  |       |       |
|  |                            |                  |                |       |                 |                 |  |  |             |             |  |  |       |       |
|  |                            | Dani Entreliti   |                |       |                 |                 |  |  |             |             |  |  |       |       |
|  | Dani Entreliti (Banyoles)  | 4                |                |       |                 |                 |  |  |             |             |  |  |       |       |
|  | Dani Entreliti (Banyoles)  | 4                |                |       |                 |                 |  |  |             |             |  |  |       |       |
|  | Daura Mangara (Banyoles)   | 0                |                |       |                 |                 |  |  |             |             |  |  |       |       |
|  | Daura Mangara (Banyoles)   | 0                | Dani Entreliti | 3     |                 |                 |  |  |             |             |  |  |       |       |
|  |                            |                  | Dani Entreliti | 3     |                 |                 |  |  |             |             |  |  |       |       |
|  |                            | Dafer            | 0              |       |                 |                 |  |  |             |             |  |  |       |       |
|  | Spica (Es Castell)         | Dafer            | 0              | 0     |                 |                 |  |  |             |             |  |  |       |       |
|  | Spica (Es Castell)         |                  |                | 0     |                 |                 |  |  |             |             |  |  |       |       |
|  | Dafer (Mollet del Vallès)  | 3                |                |       |                 |                 |  |  |             |             |  |  |       |       |
|  | Dafer (Mollet del Vallès)  | 3                | Dani Entreliti | 4     |                 |                 |  |  |             |             |  |  |       |       |
|  |                            |                  | Dani Entreliti | 4     |                 |                 |  |  |             |             |  |  |       |       |
|  |                            | Joel             | 0              |       |                 |                 |  |  |             |             |  |  |       |       |
|  | Joel (Reus)                | Joel             | 0              | 3     |                 |                 |  |  |             |             |  |  |       |       |
|  | Joel (Reus)                |                  |                | 3     |                 |                 |  |  |             |             |  |  |       |       |
|  | Garry (Girona)             | 1                |                |       |                 |                 |  |  |             |             |  |  |       |       |
|  | Garry (Girona)             | 1                | Joel           | 5     |                 |                 |  |  |             |             |  |  |       |       |
|  |                            |                  | Joel           | 5     |                 |                 |  |  |             |             |  |  |       |       |
|  |                            | Poveda           | 0              |       |                 |                 |  |  |             |             |  |  |       |       |
|  | Poveda (Mollet del Vallès) | Poveda           | 0              | 4     |                 |                 |  |  |             |             |  |  |       |       |
|  | Poveda (Mollet del Vallès) |                  |                | 4     |                 |                 |  |  |             |             |  |  |       |       |
|  | Ktano (Parets del Vallès)  | 0                |                |       |                 |                 |  |  |             |             |  |  |       |       |
|  | Ktano (Parets del Vallès)  | 0                |                |       |                 |                 |  |  |             |             |  |  |       |       |

| R = Rèplica (empat) en primera votació. |